# École spéciale de médecine de Mayence
La nouvelle école spéciale de médecine de Mayence fut créée par la loi générale sur l'instruction publique du 11 floréal an X, qui avait décidé la création de trois nouvelles écoles de médecine. L'arrêté du 20 prairial an XI avait envisagé l'installation d'une de ces écoles à Mayence autrefois chef-lieu du département du Mont-Tonnerre et un statut concernant la division de l’université en académies, et les villes qui en seront les chefs-lieux 18 octobre 1808 sa transformation en faculté,.
La Faculté de Médecine de l'ère moderne trouve alors un cadre institutionnel fixe et peut se développer sans crise majeure. En 1806, Eustache de Saint-Far entreprit la construction de l’Hospice Joséphine, en hommage à l’impératrice Joséphine de Beauharnais. C’est un des rares spécimens d’architecture néoclassique en territoire allemand.

## Enseignants célèbres
- Jean-Claude Renard (1778-1827), professeur de médecine, père de Karl Renard
- Johann Peter Weidmann, professeur en anatomie, chirurgie et accouchement
- Jacob Fidelis Ackermann (1765-1815), médecin allemand, étudiant de Samuel Thomas von Sömmering[3]
- Georges Wedekind (1761-1831), thérapeute et clinicien